# 圣瑞尔-尚日隆
圣瑞尔-尚日隆（法語：Saint-Juire-Champgillon，法語發音：[sɛ̃ ʒɥiʁ ʃɑ̃ʒilɔ̃]）是法国卢瓦尔河地区大区旺代省的一个市镇，属于丰特奈勒孔特区。该市镇于1827年由原市镇圣瑞尔（Saint-Juire）和尚日隆（Champgillon）合并而成。

## 地理
圣瑞尔-尚日隆（46°34'41"N, 1°1'38"W）面积20.75 平方千米，位于法国卢瓦尔河地区大区旺代省，该省份为法国西部沿海省份，北起大西洋卢瓦尔省和曼恩-卢瓦尔省，西临大西洋，南至滨海夏朗德省，东部及东南部与德塞夫勒省接壤。
与圣瑞尔-尚日隆接壤的市镇（或旧市镇、城区）包括：尚托奈、拉沙佩勒泰梅尔、拉若多尼耶尔、拉雷奥尔特、圣马丹拉尔-昂圣埃米娜、蒂雷。
圣瑞尔-尚日隆的时区为UTC+01:00、UTC+02:00（夏令时）。

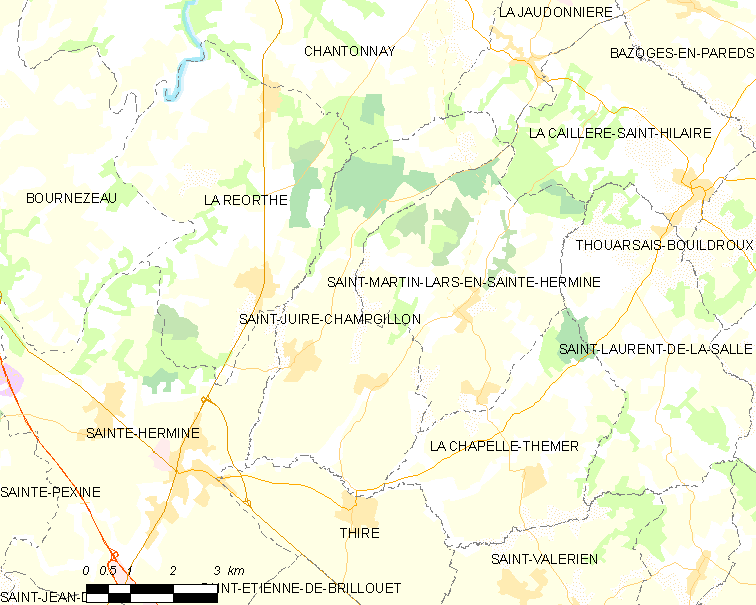
圣瑞尔-尚日隆的OSM定位图

## 行政
圣瑞尔-尚日隆的邮政编码为85210，INSEE市镇编码为85235。

## 政治
圣瑞尔-尚日隆所属的省级选区为拉沙泰涅赖县。

## 人口

1962-2008年间圣瑞尔-尚日隆人口变化图示

圣瑞尔-尚日隆于2022年1月1日时的人口数量为427人。